# Magellan Planet Search Program
O Magellan Planet Search Program (Programa Magalhães de Busca de Planetas), é um programa de busca por exoplanetas baseado em terra que faz uso do método de velocidade radial. Ele começou a obter dados em dezembro de 2002 usando o espectrômetro MIKE (Magellan Inamori Kyocera Echelle) montado no telescópio 6.5m Magellan II "Clay" no Observatório Las Campanas, Chile. Em 2010, o programa começou a usar o recentemente comissionado Planet Finder Spectrograph (PFS), um instrumento construído especificamente para medições precisas da velocidade radial.[carece de fontes?]

## Descobertas
Estes são alguns dos exoplanetas descobertos pelo projeto:
- HD 48265 b
- HD 86226 b
- HD 129445 b
- HD 143361 b
- HD 152079 b
- HD 164604 b
- HD 175167 b
- HD 28185 b
- HD 111232 b
- HD 106906 b